# Place André-Masson
La place André-Masson  est une voie située dans le quartier de la Maison-Blanche du 13e arrondissement.

## Situation et accès
La place André-Masson est desservie à proximité par la ligne 7 à la station Place d'Italie.

## Origine du nom
Elle porte le nom du peintre André Masson (1896-1987).

## Historique
La place a été créée dans les années 1990 dans le cadre de la restructuration de l'îlot Moulinet-Vandrezanne sous le nom de « voie CZ/13 » et prend le 18 juillet 1995 le nom de « place André-Masson ».

## Bâtiments remarquables et lieux de mémoire
- Le square de la Place-André-Masson